# John Graham
John Graham (24. april 1778 – 13. marts 1821) var en britisk oberst, som først og fremmest er kendt for at have grundlagt Grahamstown i Sydafrika i 1814. Grahamstown blev et centrum for militær, administration, domstol og uddannelse for sin omkringliggende region.
Graham var født i Dundee i Skotland. Han var den anden søn af Robert Graham. 16 år gammel gik Graham ind i hæren, hvor han sluttede sig til det 90. regiment som blev oprettet af hans slægtning, Thomas Graham af Balgowan (senere lord Lynedoch). To felttog til Frankrig sent i 1790'erne blev efterfulgt af hans udnævnelse som adjudants for jarlen af Chatham som Graham tjente i Nederlandene. Efter tre år på Guernsey med sit regiment, blev Graham sendt til Irland i 1803 og blev assisterende generalkvartermester.